# Sárosd
Sárosd es un pueblo del distrito de Székesfehérvár, en el condado de Fejér, Hungría.

## Personajes notables
- Gyula Farkas, famoso por el lema de Farkas